# Sneeuwstormvogel
De sneeuwstormvogel (Pagodroma nivea) is een vogel uit de familie van de stormvogels en pijlstormvogels (Procellariidae).

## Kenmerken
Deze vogel heeft een sneeuwwit verenkleed en donkere ogen. Dit is voor beide geslachten gelijk. De lichaamslengte bedraagt 32 cm en het gewicht 250 tot 450 gram.

## Leefwijze
Deze vogel broedt op het vasteland van Antarctica, vaak tot 300 km van de kust, ver het binnenland in, maar wel op sneeuwvrije plaatsen. Het nest wordt fel verdedigd tegen soortgenoten, die worden bespuugd met een stinkende olie.

## Verspreiding
Deze soort komt voor rondom Antarctica en telt twee ondersoorten:
- P. n. nivea: Scotiarug en Antarctica.
- P. n. major: de Zuidelijk Sandwicheilanden en Antarctica.

## Status
De grootte van de populatie is in 2004 geschat op 4 miljoen vogels. Op de Rode lijst van de IUCN heeft deze soort de status niet bedreigd.